# Jamie Langenbrunner
Jamie Craig Langenbrunner (Cloquet, 24 luglio 1975) è un ex hockeista su ghiaccio statunitense.

## Carriera
È stato il capitano dei New Jersey Devils e della Nazionale di hockey su ghiaccio maschile degli Stati Uniti d'America. Ha giocato anche nei Dallas Stars e nei St. Louis Blues, nella National Hockey League.

## Palmarès

### Nazionale
- Giochi olimpici invernali:

Stati Uniti:  Salt Lake City 2002; Vancouver 2010